# Iglesia de San Mateo (Hutt's Gate)
La iglesia de San Mateo (en inglés: Saint Matthew Church) es una iglesia en la isla Santa Elena y forma parte de la diócesis de Santa Elena. Está situado en Hutt's Gate en el distrito de Longwood. La iglesia abrió sus puertas en 1862. Es uno de los muchos edificios catalogados (una designación para los edificios de mérito histórico o arquitectónico).
La iglesia se encontraba en un estado de deterioro durante la Primera Guerra Mundial y fue totalmente reconstruida después. Cerca de la iglesia, se encuentra un observatorio con un telescopio de 7 metros de largo, creado por Edmond Halleyn en 1676 (al salir de la Universidad de Oxford) con la intención de estudiar las estrellas del hemisferio sur.

## Parroquia
La parroquia de San Mateo (una de las tres parroquias de la isla) tiene una iglesia hija, San Marcos en Longwood, y una congregación en Levelwood sin ninguna iglesia.